# 马云会
马云会，辽阳卫（今辽宁辽阳）人，是一名清朝政治人物。监生出身。
马云会曾于1677年接替陆陇其任嘉定县知县一职，1682年由孙如龙接任。